# Флоренский (лунный кратер)
Кратер Флоренский (лат. Florensky) — крупный древний ударный кратер в северном полушарии обратной стороны Луны. Название присвоено в честь советского геохимика и планетолога Кирилла Павловича Флоренского (1915—1982) и утверждено Международным астрономическим союзом в 1985 г. Образование кратера относится к донектарскому периоду.

## Описание кратера

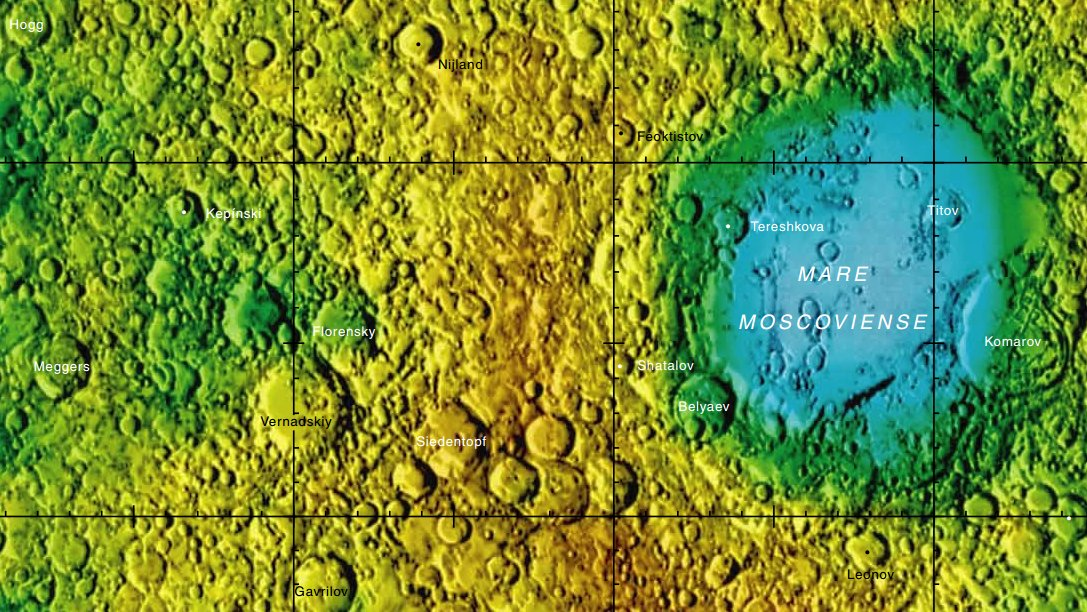
Окрестности кратера Флоренский. Фрагмент карты обратной стороны Луны.

На юго-западе кратер граничит с кратером Вернадский. Другими его ближайшими соседями кратера являются кратер Кепинский на северо-западе и кратер Зидентопф на юго-востоке. На востоке от кратера расположено Море Москвы. Селенографические координаты центра кратера 25°27′ с. ш. 131°51′ в. д. / 25,45° с. ш. 131,85° в. д., диаметр 69,0 км, глубина 2,8 км
Кратер Флоренский имеет полигональную форму и практически полностью разрушен. Вал сглажен и трудно различим. Дно чаши пересеченное, за исключением сравнительно ровной области в западной части.
До получения собственного наименования в 1985 г. кратер имел обозначение Вернадский B (в системе обозначений так называемых сателлитных кратеров, расположенных в окрестностях кратера, имеющего собственное наименование).

## Сателлитные кратеры
Отсутствуют.

## См.также
- Список кратеров на Луне
- Лунный кратер
- Морфологический каталог кратеров Луны
- Планетная номенклатура
- Селенография
- Минералогия Луны
- Геология Луны
- Поздняя тяжёлая бомбардировка